# Lienardia caelata
Lienardia caelata é uma espécie de gastrópode do gênero Lienardia, pertencente a família Clathurellidae.